# إستادو نوفو (البرتغال)
استادو نوفو «الدولة الجديدة» أو الجمهورية الثانية (برتغالية:Estado Novo)، كانت فترة حكم نقابوية في البرتغال عام 1933. تطورت من شكل «الدكتاتورية القومية» التي تشكلت بعد ثورة 28 مايو عام 1926 «الثورة الوطنية (القومية)» ضد الجمهورية الأولى غير المستقرة والديمقراطية. يمكن تقديم الديكتاتورية الوطنية والدولة الجديدة باسم الجمهورية البرتغالية الثانية. استُلهمت استادو نوفو إلى حد كبير من الأيديولوجيات الأوتوقراطية والمُحافِظة، وأسسها أنطونيو دو أوليفيرا سالازار، رئيس مجلس وزراء البرتغال من عام 1932 إلى عام 1968، إلى حين أجبره المرض على ترك منصبه. بعد عام 1945، أصبح نموذجه الاقتصادي التعاوني غير مفيد وأعاق الحداثة الاقتصادية.
على عكس الشيوعية والاشتراكية واللا سلطوية (أناركية) والليبرالية ومعاداة الامبريالية، كان النظام في طبيعته تشاركيًا، ومحافظًا ووطنيًّا، يدافع عن تقاليد البرتغال الكاثوليكية. تصورت سياسته استمرارية البرتغال كأمة عابرة للقارات وموحدة تحت مفهوم اللوزوتروبيكالية (المدارية البرتغالية)، باعتبار أنغولا وموزمبيق وأراضٍ برتغالية أخرى امتداد للبرتغال نفسها، واعتبارها مصدرًا مزعومًا للحضارة والاستقرار لمجتمعات ما وراء البحار في أراضيها في آسيا وأفريقيا. تحت قوانين  استادو نوفو، حاولت البرتغال أن تُديم إمبراطورية واسعة ممتدة عبر القرون بمساحة كلية 2,168,071 كم مربع، في الوقت الذي استجابت فيه القوى الاستعمارية السابقة بقوة للنداءات العالمية بشأن تقرير المصير والاستقلال.
انضمت البرتغال للأمم المتحدة في عام 1955، وكانت عضوًا مؤسسًا للناتو (1949)، ومنظمة التعاون الاقتصادي والتنمية (1961) والمؤسسة الأوروبية للتجارة الحرة (1960). في عام 1968 عُيّن مارسيلو كايتانو رئيسًا جديدًا للوزراء. في 25 أبريل عام 1974، أسقطت ثورة القرنفل في لشبونة، انقلاب عسكري نُظم من قِبل ضباط الجيش البرتغاليين اليساريين – حركة القوى المسلحة –  عهد استادو نوفو. انتُقدت بشدة من قبل معظم المجتمعات الدولية بعد الحرب العالمية الثانية وإنهاء الحركات الاستعمارية، كانت واحدة من الأنظمة الاستبدادية الأطول بقاءً في أوروبا. بسقوط  استادو نوفو عام 1974، أصبح معدل دخل الفرد الواحد في البرتغال هو الأقل في أوروبا الغربية، بالإضافة إلى أعلى معدل من الوفيات التي يمكن تجنبها وأعلى معدل للوفيات بين الرضع في أوروبا.

## النظام
قام المبدأ السياسي لاستادو نوفو حول تفسير العقيدة الاجتماعية الكاثوليكية، ويشبه كثيرًا النظام المعاصر للسياسي إنغلبرت دولفوس في النمسا. كان النظام الاقتصادي، المعروف باسم التشاركي، قائمًا على تفسيرات مشابهة للتعاليم البابوية ريرم نوفارم (الحقوق والواجبات لرأس المال واليد العاملة) (البابا ليو الثالث عشر، 1891) و كوادراغيسمو آنو (السنين الأربعون) (البابا بيوس الحادي عشر، 1931)، وكان يُقصد بها الحد من الصراع الطبقي وتحويل الشواغل الاقتصادية لأمر ثانوي أمام القيم الاجتماعية. ذكرت تعاليم ريرم نوفارم أن الاتحادات العمالية جزء من النظام الطبيعي، مثل العائلة. من حق الرجال الانضمام إلى نقابات عمالية والمشاركة في أنشطة العمل ولذلك هو أمر طبيعي ولا يمكن رفضه من قِبل أرباب العمل أو الدولة.
قدمت تعاليم السنين الأربعون المخطط الأولي لإقامة النظام التشاركي.
جرت صياغة الدستور الجديد من قِبل مجموعة من المحامين ورجال الأعمال ورجال الدين وأساتذة الجامعة، مع سالازار بكونه الروح القيادية ولعب مارسيلو كايتانو أيضًا دورًا أساسيًا.
شكل الدستور الدولة الجديدة ( استادو نوفو)، من الناحية النظرية، دولة تشاركية تمثل مجموعات ذات مصالح وليس أفراد. أراد القادة نظامًا يكون فيه الأشخاص مُمثّلين من خلال مؤسسات، وليس من خلال أحزاب انقسامية، إذ تُعطى المصلحة الوطنية الأولوية على المطالبات الجزئية. اعتقد سالازار أن نظام الأحزاب قد سقط على نحو لا رجعة فيه في البرتغال.
على عكس موسوليني أو هتلر، لم تكن نية سالازار أبدًا أن يُشكل دولة الحزب. كان سالازار ضد فكرة الحزب الواحد وفي عام 1930 أنشأ الاتحاد الوطني وهو حزب واحد، لكن شكله على أساس لا حزبي. أُسس الاتحاد الوطني لضبط الرأي العام والتحكم بع وليس تحريكه، كان الهدف تعزيز القيم التقليدية والمحافظة عليها وليس الحث على تشكيل نظام اجتماعي جديد. لم يُرغم الوزراء الدبلوماسيين والناشطين المدنيين على الانضمام إلى الاتحاد الوطني.
السلطة التشريعية، التي تدعى المجلس الوطني، كانت مُقتصرة على أعضاء من الاتحاد الوطني. يمكنه أن يُصدر التشريعات، فقط الأمور المهمة التي لا تتطلب إنفاقات حكومية. ضمَّ المجلس التعاوني الشبيه بالاتحاد الوطني ممثلين من البلديات والمجموعات الدينية والثقافية والمهنية ومن نقابات الموظفين التي حلت محل الاتحادات العمالية.
وفقًا لهوارد وياردا، «كان الرجال الذين أتوا إلى السلطة في استادو نوفو قلقين بخصوص فقر وتخلّف وطنهم، مُطلّقين أنفسهم من التأثير السياسي الأنجلو-أميركي بينما يطورون نموذجًا سياسيًا وطنيًا ويخففون من ظروف المعيشة البائسة لفقراء الأرياف والمدن».
خلق الدستور الجديد الذي أقامه سالازار حكومة غير برلمانية وسلطوية دامت حتى عام 1974. يُنتخب الرئيس بتصويت شعبي لمدة سبع سنوات. نظريًا، أكسب الدستور الجديد صلاحيات شاملة، يمكن اعتبارها تقريبًا كسلطة ديكتاتورية في أيدي الرئيس، من ضمنها إمكانية تعيين وفصل رئيس الوزراء. رُفع الرئيس إلى موقع بارز بوصفه «عجلة التوازن»، المُدافع والحاكم المُطلق في الحياة السياسة الوطنية. كذلك، أتاح الرئيس كارمونا لسالازار مُطلق الحرية تقريبًا منذ تعيينه كرئيس وزراء واستمر بتلك الحرية؛ كان كارمونا ومن خَلَفه رؤوساء صوريين بقدر كبير كونه مارس السلطة الحقيقة.
يقول وياردا إن سالازار حصل على منصبه في السلطة ليس فقط بفضل الأحكام الدستورية، لكن أيضًا بسبب شخصيته: متسلط، واستبدادي، ومجتهد ولامع فكريًا.
أُقر الدستور التشاركي في الاستفتاء الشعبي البرتغالي على الدستور في شهر مارس من عام 1933. نُشرت مسودة الدستور قبل سنة، ودُعي الشعب للإعلان عن اعتراضاته عن طريق الصحافة. ظلّت هذه الاعتراضات في نطاق العموميات، صوّتت قلّة قليلة من الشعب - أقل من 6000 شخص- ضد الدستور الجديد. أُقر الدستور الجديد بنحو 99.5% من الأصوات، كان عدد الناخبين المسجلين 1,330,258، وامتنع 488,840 شخص عن التصويت، لكن اعتُبرت أصواتهم على أنها «موافقة».
يشير هيو كاي أنه يُمكن أن يُعزى العدد الكبير من الممتنعين عن التصويت إلى حقيقة أن المصوتين يجب أن يقولوا «نعم» أو «لا» لاتفاقية كاملة دون فرصة قبول بند واحد ورفض الآخر. في هذا الاستفتاء، سُمح للنساء بالتصويت لأول مرة في البرتغال. لم يحصلن على حقهم في التصويت في الجمهورية الأولى، رغم الجهود النسوية، وحتى في هذا الاستفتاء، كان التعليم الثانوي مطلوبًا للنساء حتى يتمكّن من التصويت، بينما احتاج الذكور إلى التمكن من القراءة والكتابة فقط.
سجل عام 1933 نقطة تحول في السلطة التشريعية في تاريخ البرتغال. تحت إشراف سالازار، تيوتونيو بيريرا، أمين سر الدولة للمؤسسات والرعاية الاجتماعية، يرفع التقارير مباشرة لسالازار، سن تشريعات شاملة شكلت البنية التشاركية ومهد لنظام رعاية اجتماعية شامل.
كان هذا النظام ضد الرأسمالية وضد الاشتراكية في الوقت نفسه. كانت خصخصة الطبقة العاملة مترافقة مع تشريعات صارمة تنظم العمل. أُخضعت المنظمات العمالية لسيطرة الدولة، لكن مُنحت مشروعية لم تتمتع بها سابقًا وقدمت برامج اجتماعية متنوعة تمكنت هذه المنظمات من الاستفادة منها.
ورغم ذلك، من المهم الإشارة إلى أنه حتى في السنوات الأولى المفعمة بالحماس، لم تكن الهيئات التشاركية في مركز السلطة وبهذا لم تكن التشاركية القاعدة الأساسية للنظام بأكمله.
في عام 1934، أطاحت البرتغال بالحركة الفاشية البرتغالية، نُفي فرانسيسكو رولاو بريتو كجزء من حملة تطهير قيادة النقابيين الوطنيين البرتغاليين، المعروفة أيضًا باسم كاميساس أزوس «القمصان الزرق». أدان سالازار النقابات الوطنية بحجة أنها «مُستلهمة من قِبل نماذج أجنبية معينة» (يقصد النازية الألمانية) وأدان «تمجيدهم للفئة الشابة، عقيدتهم في ممارسة القوة من خلال الفعل المباشر، مبدأهم في هيمنة السلطة السياسية للدولة في الحياة الاجتماعية، {و} استعدادهم لحشد الجماهير خلف قائد واحد» باعتبارهم اختلافات جوهرية بين الفاشية والتشاركية الكاثوليكية في  استادو نوفو. شُكّل حزب سالازار، الاتحاد الوطني، باعتباره مُنظمة شاملة مُسخّرة لدعم النظام نفسه، ولذلك لم يملك مبدأه الخاص. في ذلك الوقت، خشيت العديد من البلدان الأمريكية من القدرة التدميرية للشيوعية. لم يحظر سالازار الأحزاب الماركسية فقط، بل الأحزاب النقابية الفاشية الثورية أيضًا. الانتقاد الرئيسي لنظامه هو أنه قام بشراء الاستقرار وحافظ عليه على حساب قمع حقوق الإنسان والحريات.
كان للدولة التشاركية بعض التشابهات مع فاشية بينيتو موسوليني الإيطالية، لكن مع اختلافات كبيرة في نهجها الأخلاقي للحكم. على الرغم من إعجاب سالازار بموسوليني وتأثره بميثاق العمل عام 1927، أبعد سالازار نفسه عن الديكتاتورية الفاشية، الذي اعتبرها نظامًا سياسيًا قيصريًّا جاهليًا لا يعرف حدودًا قانونية ولا أخلاقية.
نظر سالازار أيضًا إلى النازية الألمانية على أنها تعتنق المقومات الجاهلية التي اعتبرها بغيضة. قبيل الحرب العالمية الثانية، قدم سالازار هذا التصريح: «نحن معارضون لكل أشكال الأممية والشيوعية والاشتراكية والحركات النقابية (السندكالية) وكل ما من شأنه أن يُقسّم أو يُحجّم أو يفكك العائلة. نحن ضد الصراع الطبقي والزندقة وخيانة الوطن؛ ضد القنانة، مفهوم مادي للحياة، وهيمنة القوة على الحق».
لكن، تبنت استادو نوفو العديد من السمات الفاشية التي تتمثل في الفيلق البرتغالي وشبيبة البرتغال، على أية حال، لا تتعدى هذه الهيئات عن كونها واجهة زائفة ولا تمتلك أي تأثير سياسي؛ بعد نهاية الحرب الأهلية الاسبانية أبعد سالازار نظامه عن الفاشية بسبب التوجه الموالي لبريطانيا.